# پژواک ۶۰
سیارک ۶۰ (به انگلیسی: 60 Echo) شصتمین سیارک کشف شده‌است که در ۱۴ سپتامبر ۱۸۶۰ و در واشنگتن کشف شد.
قدر مطلق سیارک برابر ۸٫۲۱ است.